# Телем, Биньямин
Биньямин Телем (ивр. בנימין תלם‎; 30 июля 1928, Дессау, Веймарская республика — 16 июня 2008, Израиль) — израильский военный и государственный деятель, адмирал, командующий ВМС Израиля (1972-1976).

## Биография
Родился 30 июля 1928 года в Дессау в семье психоневролога Курта Блюменталя.
В 1933 году семья репатриировалась в Подмандатную Палестину где жили в Хайфе.
В 1947 году окончил военно-морское училище в Технионе.
Будучи ещё на учёбе плавал в Александрию.

### Служба
После учёбы служил в Пальяме.

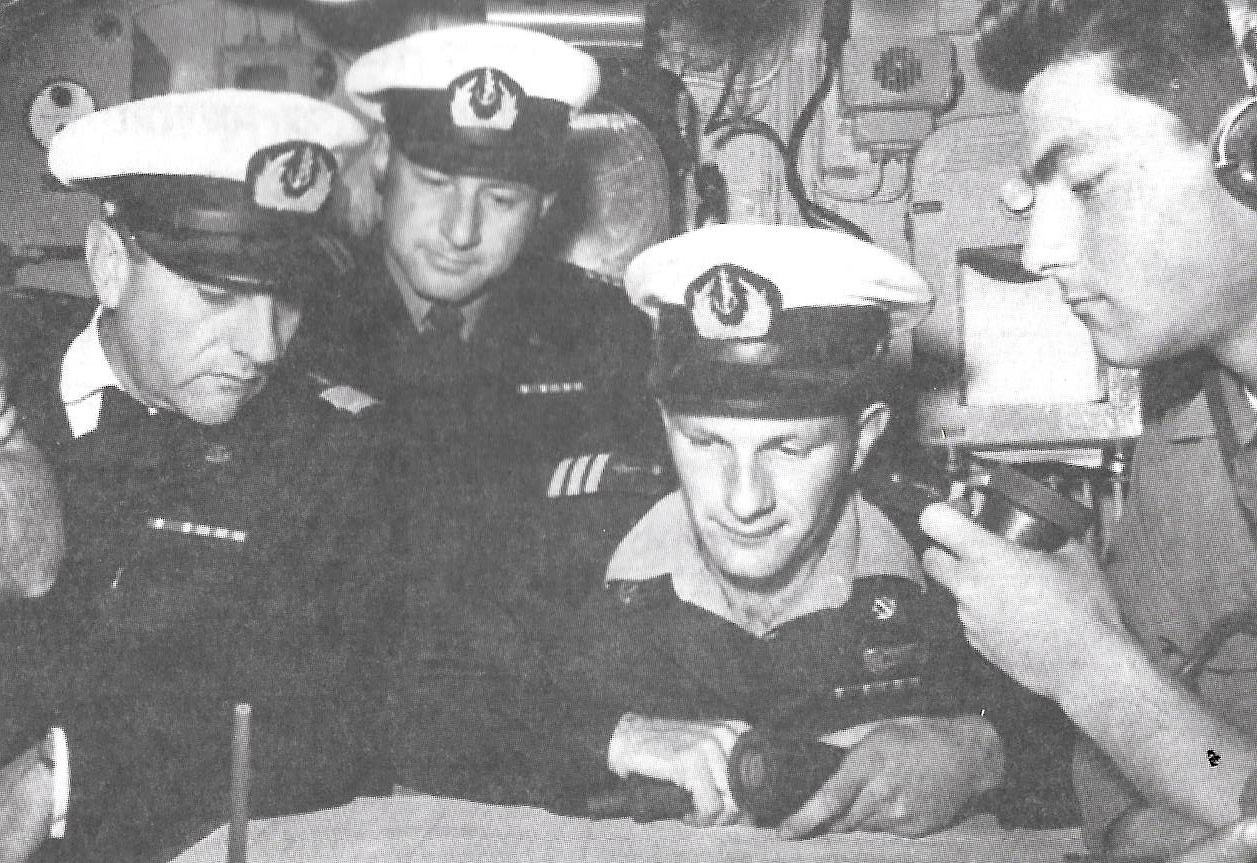
Бильямин Телем второй справа, 1958 год

В Арабо-израильской войне (1947—1949) принял участие в операции «Пират». 22 июня 1948 года участвовал в захвате корабля «Альталена».
В 1951−1954 годах служил на торпедных катерах, стал заместителем командующего ВМС Израиля. В 1964 году становится командующим эскадренных миноносцев. В 1972 году был назначен командиром ВМС Израиля. Должность командующего флотом сохранял до 1975 или 1976 года.

### В отставке
Ушёл в отставку 1976 году. Был помощником посла в ЮАР, с 1979—1991 был генеральным директором «Israel Military Industries». Ближе к выходу на пенсию он поселился в мошаве Авихил и занялся фермерством.
Умер 16 июня 2008 года в 79 лет.